# 시미즈촌 (아오모리현)
시미즈촌(清水村)은 아오모리현 나카쓰가루군에 설치되었던 촌이다. 현재의 히로사키시에 해당한다.

## 연혁
- 1889년 4월 1일 - 정촌제 시행에 의해 나카쓰가루군 히로사키 가미스키정을 비릇한 주변의 촌들을 합병해 시미즈촌이 성립하였다.
- 1928년 4월 1일 - 오이자 가미스키초, 토미다(일부)를 분리해 히로사키시에 편입.
- 1955년 3월 1일 - 히로사키시에 편입되어 소멸.